# ماري لينكولن بيكويث
ماري لينكولن «بيجي» بيكويث (بالإنجليزية:Mary Lincoln "Peggy" Beckwith) (ولدت في 22 أغسطس 1898 - 10 يوليو 1975) كان سليل بارز من ابراهام لينكولن. وكانت واحدة من نسل الماضيين (كبير-الأحفاد) من ابراهام لنكولن، جنبا إلى جنب مع شقيقها روبرت تود لينكولن بيكويث.